# Nigel Gilbert
Nigel Gilbert (né le 21 mars 1950) est un sociologue britannique pionnier dans l'utilisation des modèles multi-agents dans les sciences sociales,. Il est le fondateur et directeur du Centre for Research in Social Simulation (Université de Surrey), auteur de nombreux livres portant sur les sciences sociales computationnelles, la simulation sociale et la recherche en sciences sociales, et l'éditeur du  Journal of Artificial Societies and Social Simulation (JASSS), journal de référence du domaine.

## Carrière
Après un diplôme d'ingénieur à l'Université de Cambridge, il entame un doctorat de sociologie des sciences sous la direction de Michael Mulkay. D'abord maître de conférences à l'Université d'York de 1974 à 1976, il rejoint l'Université de Surrey où, en 1991, il devient professeur au département de sociologie.
À l'Université de Surrey, il fonde le groupe de recherche en Sciences Sociales et Informatiques en 1984 à l'aide d'un financement accordé par le programme Alvey du gouvernement britannique. Le groupe s'est attaché à appliquer les sciences sociales dans la conception de systèmes d'information intelligents. Il créa en 1997 le Centre de Recherche en Simulation Sociale (Centre for Research in Social Simulation, CRESS) et, en 1998, le Digital World Research Centre. Il a en outre été Pro-Vice Chancellor de 1998 à 2005 et y dirige l'Institut d'Études Avancées de l'Université de Surrey.

## Travaux

### Sociologie des sciences
L'ouvrage de Gilbert et Mulkay (1984) constitue une contribution-clé sur l'usage des méthodes d'analyse du discours en sociologie des sciences,. En appliquant l'analyse du discours à des données qualitatives détaillées concernant les débats scientifiques dans le champ de la chimie, Gilbert et Mulkay expliquent les processus sociaux qui sous-tendent la production de savoirs, notamment lorsque le consensus n'a pas encore été atteint dans la communauté.

### Analyse secondaire de grandes bases de données gouvernementales
En collaboration avec Sara Arber, il a initié l'utilisation de fichiers informatiques de données d'enquête collectées par l'Office of Population Censuses and Surveys (OPCS, Royaume-Uni; fusionné entretemps dans l'Office for National Statistics), cette source de données secondaires étant à présent utilisée de manière standard.

### Simulation sociale
Nigel Gilbert est l'un des fondateurs de la sociologie computationnelle moderne, une discipline qui associe la recherche en sciences sociales avec les techniques de simulation, dans le but de modéliser des problèmes complexes de gouvernance et les aspects fondamentaux des sociétés humaines. Son premier travail dans le domaine consista à modéliser, avec Jim Doran, l'émergence d'une société organisée dans la France préhistorique. Les résultats furent modérément satisfaisants, mais le conduisirent  à organiser en 1992 la première édition d'une importante série d'ateliers sur la simulation des sociétés, ‘‘Simulating Societies’’,. Plus tard, il créa:
- la liste de diffusion SIMSOC. En janvier 1998, celle-ci réunissait déjà 367 membres; en décembre 2009, la liste possédait 889 abonnés.
- le Journal of Artificial Societies and Social Simulation (JASSS) a été lancé en 1998 afin de fournir un espace de publication pour la recherche en simulation sociale. Nigel Gilbert en a jusqu'à présent été l'éditeur[12]. JASSS est un journal en ligne, sans frais de publication et en libre accès[13].

En 1997, le CRESS a reçu un financement du programme FAIR de la Commission européenne pour un projet appelé IMAGES: "Improving agri-environmental policies–a simulation approach to the role of the cognitive properties of farmers and institutions" (1997–2000). Ce projet fut le premier de plusieurs projets financés par l'UE et portant sur la simulation sociale, comme SEIN, FIRMA, SIMWEB, EMIL, NEMO, NEWTIES et PATRES.
En 1999, Nigel Gilbert et Klaus Troitzsch publièrent Simulation for the social scientist, le premier manuel sur la simulation sociale. En 2006, il fut invité à donner une conférence au premier Congrès Mondial sur la Simulation Sociale à Kyoto et en 2009, il fut responsable de l'organisation de la sixième conférence annuelle de l'association européenne pour la simulation sociale, qui eut lieu à l'Université de Surrey.

### Autres activités de recherche et d'expertise
En 1993, Gilbert a fondé le journal Sociological Research Online dont il est actuellement le président du comité d'administration. Il est aussi éditeur de Social Research Update, une publication trimestrielle de l'Université de Surrey.
Stuart Peters et lui ont créé un système d'administration de revues, epress, dont le but initial était de faciliter la gestion de Sociological Research Online et JASSS, mais qui est à présent disponible commercialement et utilisé par environ une quarantaine de journaux.
Outre son activité de recherche, il a servi dans un certain nombre de comités nationaux et gouvernementaux britanniques: en tant que Deputy Chairman du Manufacturing, Production & Business Processes Foresight Panel (1994-9), Deputy Chairman du comité des priorités de recherche du Economic and Social Research Council (1997–2000) et dans le comité consultatif du Foresight Intelligent Infrastructures Project, ainsi que membre de nombreux comités d'agences de financement de la recherche, à la fois au Royaume-Uni et à l'étranger. En tant que président du Groupe sur la vie privée et la surveillance de la Royal Academy of Engineering, il a publié Dilemmas of Privacy and Surveillance: Challenges of Technological Change (2007),. En 2001 et 2008, il a été membre du sous-comité pour la sociologie du Research Assessment Exercise  (RAE), qui vise notamment à évaluer périodiquement les départements de recherche des universités britanniques.

### Récompenses et reconnaissance scientifique
En 1999, il a été nommé Fellow de la Royal Academy of Engineering pour son travail "pionnier concernant l'application de la modélisation informatique aux sciences sociales", devenant ainsi le premier chercheur en sciences sociales à devenir un Fellow. Il a reçu un doctorat ès science de l'université de Cambridge (l'équivalent approximatif de l'ancien doctorat d'État en France). Il est aussi Fellow de la British Computer Society, de la Royal Society of Arts et académicien de l'Academy of the Social Sciences britannique (où il a servi en tant que membre du conseil). De 2004 à 2006, il fut président de l'European Social Simulation Association (ESSA).

## Sélection de travaux sur la simulation sociale
- (en) Nigel Gilbert et Jim Doran, Simulating Societies : The Computer Simulation of Social Phenomena, Londres, UCL Press, 1994, 306 p. (ISBN 1-85728-082-2)
- (en) Nigel Gilbert et Rosaria Conte, Artificial Societies : The Computer Simulation of Social Life, Londres, Taylor & Francis, 1995, 302 p. (ISBN 978-1-85728-305-1, LCCN 94047440)
- (en) Nigel Gilbert et Klaus G. Troitzsch, Simulation for the social scientist, Milton Keynes, Open University Press, 2005, 2e éd. (1re éd. 1999), 295 p., poche (ISBN 978-0-335-21600-0, LCCN 2007280705, lire en ligne)
- (en) Nigel Gilbert, Agent-based models, Londres, Sage Publications, 2007, 98 p., poche (ISBN 978-1-4129-4964-4, LCCN 2007014599, lire en ligne)

## Autres travaux
- (en) Nigel Gilbert et Michael Mulkay, Opening Pandora's Box : A Sociological Analysis of Scientists' Discourse, Cambridge, Cambridge University Press, 1984, 1re éd., 212 p., poche (ISBN 978-0-521-27430-2)
- (en) Nigel Gilbert, Researching Social Life, Londres, Sage Publications, 2008, 2e éd. (1re éd. 1992), 406 p., poche (ISBN 978-0-7619-7245-7, LCCN 2001131807, lire en ligne)
- (en) Nigel Gilbert, From postgraduate to social scientist : A guide to key skills, Londres, Sage Publications, 2006, 226 p., poche (ISBN 978-0-7619-4460-7, LCCN 2005928386, lire en ligne)
- (en) Jane L. Fielding et Nigel Gilbert, Understanding social statistics, Londres, Sage Publications, 2006, 351 p., poche (ISBN 978-1-4129-1054-5)